# Chomiczak górski
Chomiczak górski (Urocricetus lama) – gatunek ssaka z podrodziny chomików (Cricetinae) w obrębie rodziny chomikowatych (Cricetidae).

## Zasięg występowania
Chomiczak górski występuje w południowo-zachodniej Chińskiej Republice Ludowej (południowo-zachodni Sinciang i zachodni Tybetański Region Autonomiczny), w północno-zachodnich Indiach i zachodni Nepalu.

## Taksonomia
Gatunek po raz pierwszy zgodnie z zasadami nazewnictwa binominalnego opisał w 1905 roku brytyjski przyrodnik John Lewis James Bonhote nadając mu nazwę Cricetulus lama. Miejsce typowe to Lhasa, Tibet, China. 
U. lama w 2018 roku został wyodrębniony z rodzaju Cricetulus i jest czasem uważany za podgatunek U. kamensis. Autorzy Illustrated Checklist of the Mammals of the World uznają ten takson za gatunek monotypowy.

### Etymologia
- Urocricetus: gr. ουρα oura „ogon”; rodzaj Cricetus Leske, 1779 (chomik)[9].
- lama: Lama, tybetański nauczyciel buddyjski, mnich lub najwyższy kapłan[10].

## Morfologia
Długość ciała (bez ogona) 80–100 mm, długość ogona 29–42 mm, długość ucha 13–16 mm, długość tylnej stopy 15–18 mm; masa ciała 22–48 g. 

## Tryb życia
W Chińskiej Republice Ludowej żyje na wysokościach od 3100 do 5200 m n.p.m. zaś w północnych Indiach spotykany jest na wysokości 4000 m n.p.m.. Spotykany w lasach iglastych i brzozowych, na stepach, scrubie i łąki górskie oraz bagienne. Wielkość miotu od 5 do 10 młodych.